# Amphi festival
L'Amphi Festival è un evento musicale che si svolge dal 2005: con un'ampia offerta
di stili si rivolge ad un pubblico eterogeneo, tra cui soprattutto appartenenti alla
scena musicale alternativa ed alla scena goth. Il numero di spettatori della edizione 2011 è stato 16000.
Il primo Amphi Festival venne tenuto nell'anfiteatro (da qui il nome) di Gelsenkirchen ma dal 2006 è il Tanzbrunnen di Colonia ad ospitare lo svolgimento di questo evento di due giorni.
Tra sabato e domenica si esibiscono numerose band, sia su un palco all'aperto che in uno al chiuso. Dal 2009 anche il teatro viene utilizzato, per la presentazione di film o dvd delle band, e come discoteca. Il palco al chiuso ha preso il nome di Rheinparkhalle. La lista degli artisti presenti include tanto esibizioni di musica elettronica quanto e.b.m. e future pop, metal tanto quanto Neue Deutsche Härte e medieval rock.
In aggiunta viene offerto nel teatro, adibito a discoteca, un programma notturno, lo stesso posto dove di giorno si svolgono invece letture pubbliche e rappresentazioni teatrali. Il teatro è stato usato come palco al coperto fino al 2009, quando è stato destinato alla sola proiezione di film e dvd delle band, e la Rheinparkhalle ha preso il ruolo di palco al chiuso. 
Collaboratrice del festival è la rivista musicale Orkus, che realizza il dvd ufficiale della manifestazione in occasione del numero di fine anno.

## Lineup

### 2005
Blutengel, Camouflage, Client, Die Krupps, Goethes Erben, In Extremo, Lacrimas Profundere, Unheilig, Project Pitchfork, Psyche, Staubkind, Suicide Commando, This Morn’ Omina, Welle: Erdball, Zeraphine

### 2006
And One, Calmando Qual, Cephalgy, Christian von Aster, Combichrist, Diary of Dreams, DJ Elvis (The Memphis), DJ Mike K., DJ Nightdash più DJ Marco, DJ Oliver Hölz, DJ Ronny, DJ X-X-X, Dope Stars Inc., Faun, Fixmer/McCarthy, Frozen Plasma, Letzte Instanz, Lola Angst, Negative, Oswald Henke, Samsas Traum, Schandmaul, Subway to Sally, The 69 Eyes, The Retrosic - DJ Set, This Morn’ Omina, Unheilig, VNV Nation, Welle: Erdball

### 2007
Apoptygma Berzerk, ASP, Bloodpit, Diorama, DJ Dalecooper, Down Below, Dreadful Shadows, Eisbrecher, Emilie Autumn, Feindflug, Fetisch:Mensch, Front 242, Frontline Assembly, Funker Vogt, Heimatærde, Imatem, Katzenjammer Kabarett, Krypteria, Mesh, Obscenity Trial, P•A•L, Portion Control, Saltatio Mortis, Samsas Traum, Sonar, Spetsnaz, Subway to Sally, Trial, Unheilig, Untoten, Winterkälte, Xotox, Zeromancer

### 2008
And One, Ashbury Heights, Cinderella Effect, Cinema Strange, Clan of Xymox, Combichrist, Covenant, Das Ich, Deine Lakaien, Diary of Dreams, Die Krupps, Eisbrecher, Grendel, Haujobb, L'âme Immortelle, Lacrimas Profundere, Letzte Instanz, Mediæval Bæbes, Mina Harker, Nachtmahr, Noisuf-X, Oomph!, Project Pitchfork, Rotersand, Soko Friedhof, Spectra*Paris, Spiritual Front, Suicide Commando, Tactical Sekt, The Klinik, The Lovecrave, Welle: Erdball, Zeraphine, Zeromancer

### 2009
Absolute Body Control, Agonoize, Auto-Auto, Camouflage, Coppelius, Covenant, Delain, Diorama, Eisbrecher, Feindflug, Fields of the Nephilim, Front 242, Henke, Hocico, Jesus on Extasy, Jäger 90, KMFDM, Laibach, Leæther Strip, Mantus, Marsheaux, Omnia, Panzer AG, Qntal, Rosa Crvx, Saltatio Mortis, Scandy, Solar Fake, The Birthday Massacre, The Other, Unheilig, Xotox

### 2010
And One, Anne Clark, Ashbury Heights, ASP, Blitzkid, Blutengel, Combichrist, Coppelius, Destroid, Diary of Dreams, DIN (A) Tod, Eisbrecher, End of Green, Escape with Romeo, Ext!ze, Faderhead, Frank the Baptist, Frontline Assembly, Funker Vogt, Leaves ´Eyes, Letzte Instanz, Mesh, Miss Construction, Mono Inc., Nachtmahr, Project Pitchfork, Rabia Sorda, Samsas Traum, Skinny Puppy, Solitary Experiments, The Crüxshadows, VNV Nation, Welle: Erdball

### 2011
Agonoize, Clan of Xymox, Covenant, Das Ich, Deine Lakaien, Der Fluch, De/Vision, Die Krupps, Diorama, Dreadful Shadows, Feindflug, Frozen Plasma, Funkhausgruppe, Grendel, Hocico, In Strict Confidence, In the Nursery, Kirlian Camera, Klangstabil, Leæther Strip, Melotron, mind.in.a.box, Nitzer Ebb, Ordo Rosarius Equilibrio, Persephone, Rome, Saltatio Mortis, Samsas Traum, She´s All That, Staubkind, Subway to Sally, Suicide Commando, Tanzwut, Winterkälte, (X)-RX Zeraphine

### 2012
18 Summers, Aesthetic Perfection, A Life Divided, And One, Apoptygma Berzerk, Assemblage 23, Blutengel, Camouflage, Combichrist, Conjure One, Coppelius, Corvus Corax, DAF, Eisbrecher, Eisenfunk, Eklipse, Haujobb, Henke, Lord Of The Lost, Love Is Colder Than Death, mind.in.a.box, Mono Inc., Nachtmahr, Project Pitchfork, Schöngeist, Seabound, SITD, Solar Fake, Spetsnaz, Spiritual Front, Stahlzeit, The Crüxshadows, The Other, The Sisters Of Mercy, The Wars, Tyske Ludder, Whispers In The Shadow, (X)-RX